# شمس الدين ابن مفلح
شَمْسُ الدِّينِ أَبُو عَبْدِ اللَّهِ مُحَمَّدُ بْنُ مُفْلِحِ بْنِ مُحَمَّدِ بْنِ مُفْرَجٍ الرَّامِينِيُّ الْقَاقُونِيُّ الْمَقْدِسِيُّ الصَّالِحِيُّ الْحَنْبَلِيُّ ويُعرف اختصارًا بـ شمس الدين ابن مفلح أو ابن مفلح (712 – 2 رجب 763هـ / 1308 – 1362م)، القاضي، الإمام، العالم. هو أحد أبرز تلامذة الإمام ابن تيمية، المزي والذهبي. وأحد أبرز فقهاء الحنابلة. وهو من قرية رامين في محافظة طولكرم الفلسطينية.

## سيرته
شمس الدين محمد بن مفلح وهو من قرية رامين في محافظة طولكرم الفلسطينية، وقد ولد عام 708 هجري في فلسطين، ثم انتقل إلى دمشق، فناب في الحكم عن قاضي القضاة جمال الدين المرداوي وتزوج ابنته وله منها سبعة أولاد ذكور وإناث وكان آية وغاية في نقل مذهب الإمام أحمد قال عنه أبو البقاء السبكي ما رأت عيناي أحداً أفقه منه وكان ذا حظ من زهد وتعفف وصيانة وورع ودين متين وشكرت سيرته وأحكامه وذكره الذهبي في المعجم فقال شاب عالم له عمل ونظر في رجال السنن ناظر وسمع وكتب وتقدم ولم ير في زمانه في المذهب الأربعة من له محفوظات أكثر منه فمن محفوظاته المنتقى في الأحكم وقال ابن القيم لقاضي القضاة موفق الدين الحجاوي سنة إحدى وثلاثين وسبعمائة ما تحت قبة الفلك أعلم بمذاهب الإمام أحمد من ابن مفلح وحسبك بهذا الشهادة من مثل هذا وحضر عند الشيخ تقي الدين ونقل عنه كثيراً وكان يقول له ما أنت أبن مفلح بل أنت مفلح وكان أخبر الناس بمسائل واختياراته حتى أن ابن القيم كان يراجعه في ذلك وله مشايخ كثيرون منهم ابن مسلم والبرهان الزرعي والحجار والفويره والبخاري والمزي والذهبي ونقل عنهما كثيراً وكانا يعظمانه وكذلك الشيخ تقي الدين السبكي يثنى عليه كثيراً قال ابن كثير وجمع مصنفات منها على المقنع نحو ثلاثين مجلداً وعلى المنتقى مجلدين وكتاب الفروع أربع مجلدات قد اشتهر في الآفاق وهو من أجل الكتب وأنفها وأجمعها للفوائد لكنه لم يبيضه كله ولم يقر عليه وله كتاب جليل في أصول الفقه حذا فيه حذو ابن الحاجب في مختصره وله الآداب الشرعية الكبرى مجلدان والوسطى مجلد والصغرى مجلد لطيف ونقل في كتابه الفروع في باب ذكر أصناف الزكاة أبياتاً عن يحيى بن خالد بن برمك في ذم السؤال وهي :

## المؤلفات
لابن مفلح العديد من المؤلفات، منها:
- الفروع في الفقه الحنبلي[13]
- الآداب الشرعية والمنح المرعية.[14]
- أصول الفقه.

## وفاته
توفي ليلة الخميس 2 رجب 763 هـ، بسكتة بالصالحية ودفن بالروضة بالقرب من الشيخ موفق الدين ابن قدامة ولم يدفن بها حاكم قبله وله بضع وخمسون سنة.